# Robert B. Leighton
Robert Benjamin Leighton (* 10. September 1919 in Detroit; † 9. März 1997 in Pasadena) war ein US-amerikanischer Experimentalphysiker und Astronom.
Leighton wuchs bei seiner geschiedenen Mutter in Los Angeles auf und begann zunächst am Los Angeles City College ein Ingenieursstudium, bevor er 1939 als Physikstudent ans Caltech wechselte. Schon als Student entwickelte er nebenbei Röntgenapparate für Ärzte und während des Zweiten Weltkriegs Raketen z. B. für Angriffe auf die V1-Abschussrampen. 1947 promovierte er am Caltech über spezifische Wärme von Kristallen. 1949 trat er dessen Fakultät bei, an der er Professor wurde und wo er bis zu seiner Emeritierung 1985 als Lehrer und 1990 als aktiver Wissenschaftler blieb.
Leighton schrieb 1959 ein in den USA bekanntes Lehrbuch „Principles of Modern Physics“ und war mit Matthew Sands und Richard Feynman an der Reform der Einführungsvorlesungen am Caltech beteiligt, die als Feynman Lectures on Physics (gehalten 1961/62) 1963 bis 1965 veröffentlicht wurden.
Leighton entwickelte in den 1950er Jahren Nebelkammern in der Gruppe von Carl David Anderson für die Untersuchung von Elementarteilchen aus der kosmischen Strahlung. Leighton selbst untersuchte dabei zunächst den Zerfall des Myons und dessen weitere Eigenschaften, danach den vieler weiterer neu entdeckter Hadronen. Nachdem sich die Elementarteilchenphysik auf die Arbeit in großen Beschleunigern zu konzentrieren begonnen hatte, verließ Leighton, der zeitlebens lieber für sich oder in kleinen Kollaborationen arbeitete, das Feld und wandte sich der Astrophysik zu, wo er Teleskope für verschiedene Wellenlängen im Infrarot- und Radarbereich entwarf, die z. B. am Mount-Wilson-Observatorium, am Mauna Kea und im Owens Valley Radioteleskop-Observatorium eingesetzt wurden. Er war ein Pionier der Helioseismologie und entdeckte Anfang der 1960er Jahre die Oberflächenoszillationen der Sonne mit einer Periode von fünf Minuten. Dabei wandte er Techniken der differentiellen Fotografie von Fritz Zwicky an. Leighton war Team-Leiter der Mars-Sonden Mariner 5, 6 und 7 am Jet Propulsion Laboratory des Caltech.
Leighton war Mitglied der National Academy of Sciences (1966). 1988 erhielt er deren James Craig Watson Medal. Außerdem war er Mitglied der American Academy of Arts and Sciences (1963), deren Rumford-Preis er 1986 erhielt. 1971 erhielt er die Exceptional Science Achievement Medal der NASA.
Auch sein Sohn Ralph Leighton war Ko-Autor von Büchern mit Feynman.